# Покахонтас (Вірджинія)
Покахонтас (англ. Pocahontas) — місто (англ. town) в США, в окрузі Тейзвелл штату Вірджинія. Населення — 268 осіб (2020).

## Географія
Покахонтас розташований за координатами 37°18′28″ пн. ш. 81°20′34″ зх. д. / 37.30778° пн. ш. 81.34278° зх. д. (37.307663, -81.342737).  За даними Бюро перепису населення США в 2010 році місто мало площу 1,38 км², з яких 1,35 км² — суходіл та 0,03 км² — водойми. В 2017 році площа становила 1,50 км², з яких 1,48 км² — суходіл та 0,03 км² — водойми.

## Демографія
Згідно з переписом 2010 року, у місті мешкало 389 осіб у 178 домогосподарствах у складі 97 родин. Густота населення становила 282 особи/км².  Було 215 помешкань (156/км²).
Расовий склад населення:
| - 92,3 % — білих - 3,9 % — чорних або афроамериканців - 0,5 % — корінних американців |

До двох чи більше рас належало 3,3 %. Частка іспаномовних становила 1,0 % від усіх жителів.
За віковим діапазоном населення розподілялося таким чином: 21,9 % — особи молодші 18 років, 58,8 % — особи у віці 18—64 років, 19,3 % — особи у віці 65 років та старші. Медіана віку мешканця становила 43,8 року. На 100 осіб жіночої статі у місті припадало 81,8 чоловіків;  на 100 жінок у віці від 18 років та старших — 78,8 чоловіків також старших 18 років.
Середній дохід на одне домашнє господарство  становив 30 053 долари США (медіана — 20 750), а середній дохід на одну сім'ю — 41 869 доларів (медіана — 37 143). Медіана доходів становила 32 500 доларів для чоловіків та 20 000 доларів для жінок. За межею бідності перебувало 29,9 % осіб, у тому числі 30,9 % дітей у віці до 18 років та 13,3 % осіб у віці 65 років та старших.
Цивільне працевлаштоване населення становило 103 особи. Основні галузі зайнятості: роздрібна торгівля — 18,4 %, виробництво — 16,5 %, освіта, охорона здоров'я та соціальна допомога — 15,5 %, науковці, спеціалісти, менеджери — 14,6 %.